# Bebida

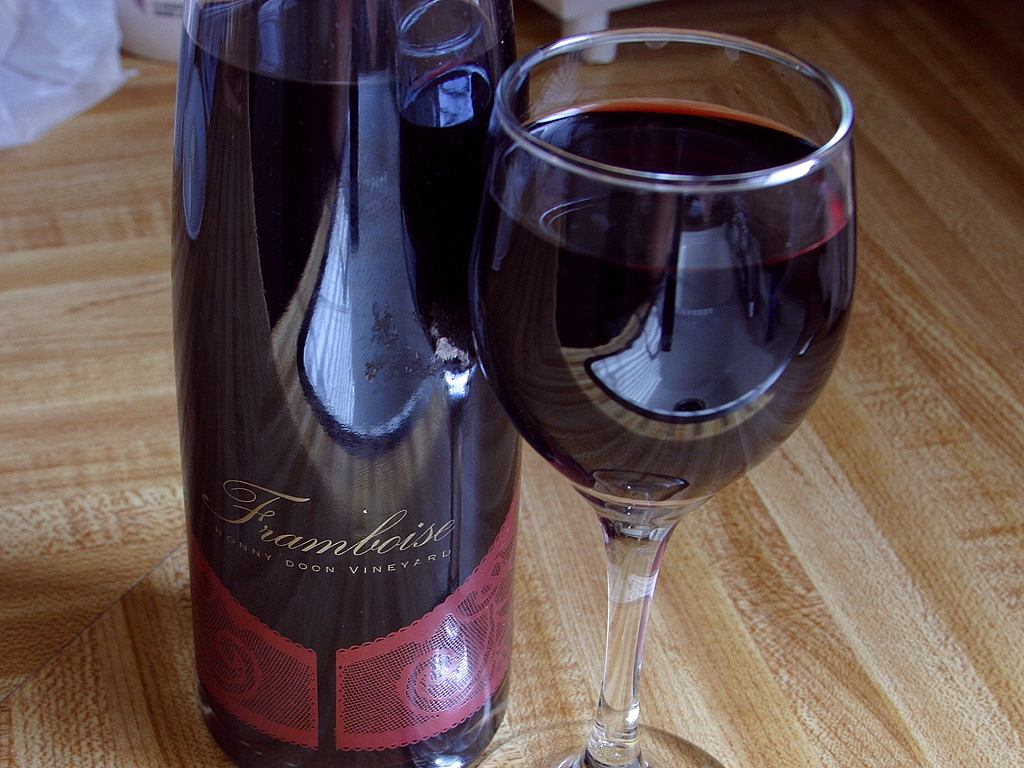
Vino tinto

Bebida es cualquier líquido que se ingiere. La bebida más consumida es el agua. Otros ejemplos son las bebidas alcohólicas, bebidas gaseosas, infusiones o zumos. En Chile se le llama bebida exclusivamente a las gaseosas. 
Siendo su principal objeto ser bebidas para calmar la sed, el consumo de ciertas bebidas, especialmente espirituosas, ha estado con no poca frecuencia vinculado a la celebración de rituales de carácter religioso (tómese por ejemplo la eucaristía del rito católico), siendo su consumo hoy día, quizá a modo de reminiscencia de aquellos ritos, muy frecuente en encuentros sociales y celebraciones.
Si la bebida está hecha a base de ingredientes «desagradables» al gusto también se le llama brebaje.

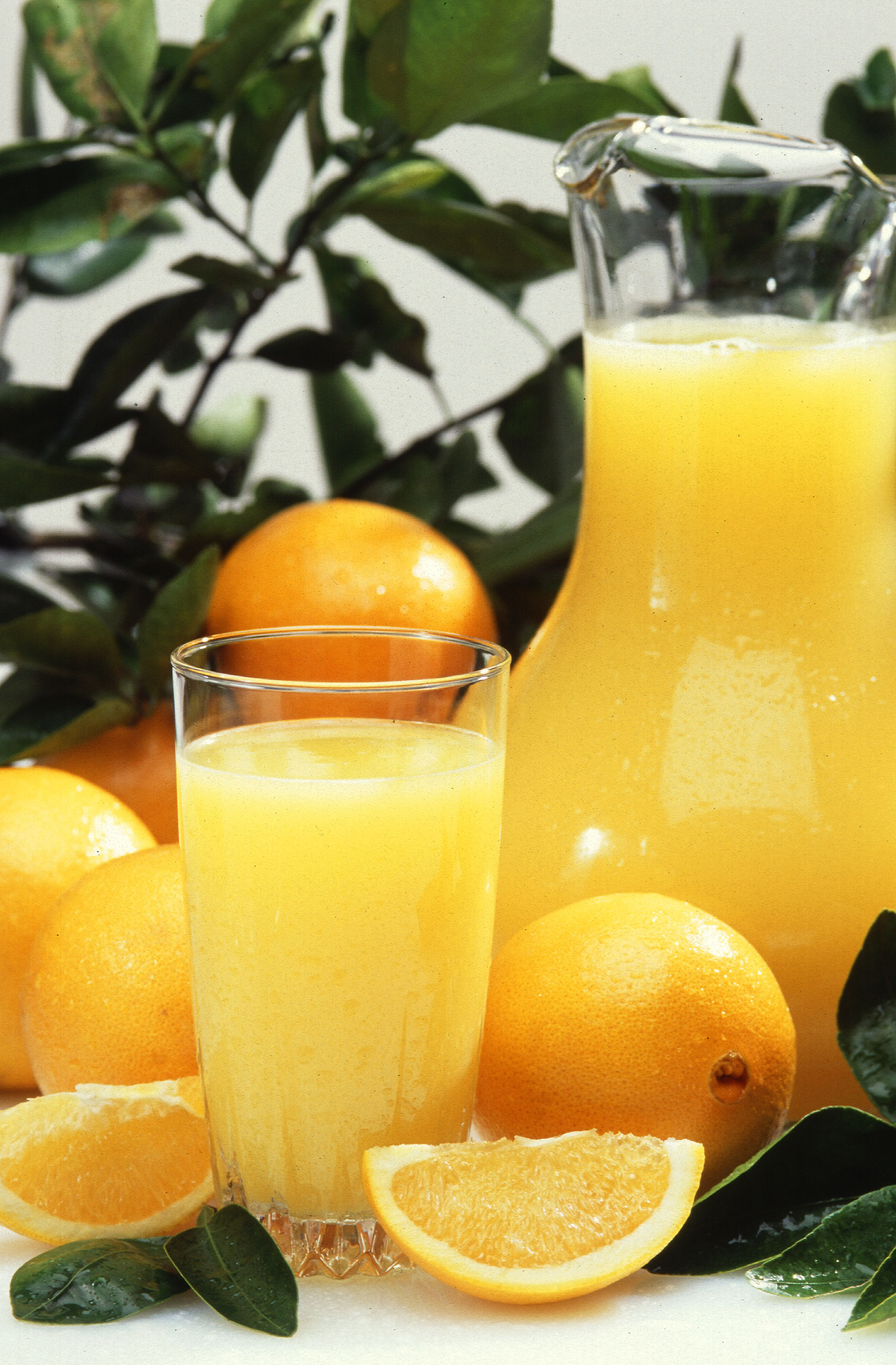
Un vaso de zumo de naranja natural

## Biología
Cuando el cuerpo humano se deshidrata, la persona experimenta sed. Esta ansia de líquidos se traduce en una necesidad instintiva de beber. La sed está regulada por el hipotálamo en respuesta a cambios sutiles en los niveles de electrolitos del cuerpo, y también como resultado de cambios en el volumen de sangre circulante. La privación total de bebida (es decir, de agua) provocará la muerte más rápidamente que la eliminación de cualquier otra sustancia aparte del oxígeno. El agua y la leche han sido bebidas básicas a lo largo de la historia. Como el agua es esencial para la vida, también ha sido portadora de muchas enfermedades.
A medida que se desarrollaba la sociedad, se descubrieron técnicas para crear bebidas alcohólicas a partir de las plantas disponibles en las distintas zonas. Los primeros indicios arqueológicos de producción de vino se han encontrado en yacimientos de Georgia (c. 6000 a. C.) e Irán (c. 5000 a. C.). Es posible que la cerveza se conociera en la Europa neolítica ya en el año 3000 a. C., y se elaboraba principalmente a escala doméstica. La invención de la cerveza (y del pan) se considera responsable de la capacidad de la humanidad para desarrollar la tecnología y construir la civilización. Es probable que el té se originara en Yunnan (China) durante la dinastía Shang (1500 a. C.-1046 a. C.) como bebida medicinal.

## Historia

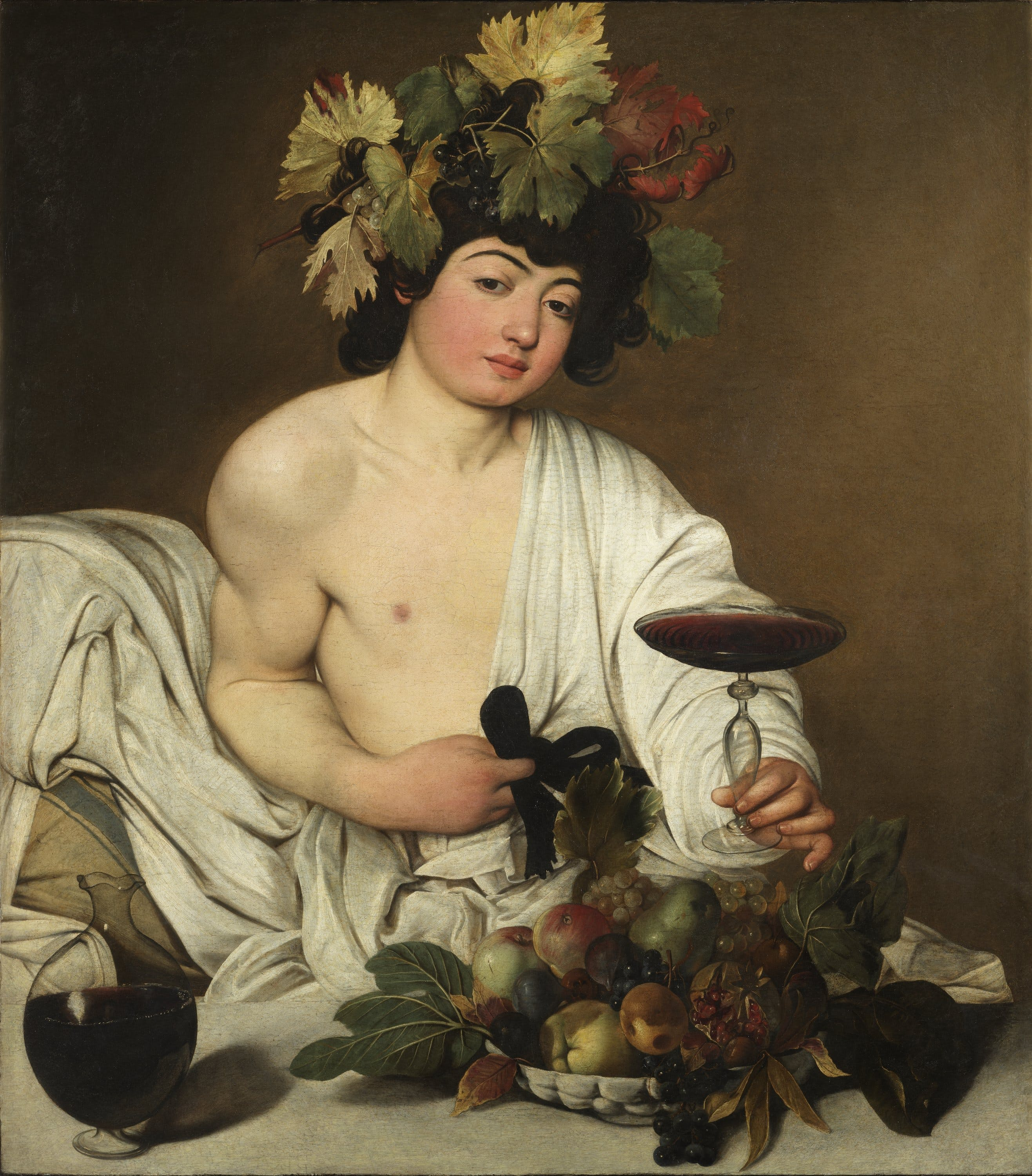
La interpretación de Baco en una pintura de Caravaggio.

A lo largo de los siglos, la bebida ha formado parte de la vida social. En la antigua Grecia, una reunión social para beber se conocía como simposio, donde se bebía vino aguado. El propósito de estas reuniones podía ser cualquier cosa, desde discusiones serias hasta la indulgencia directa. En la antigua Roma se celebraba regularmente un convivium similar.
Muchas sociedades primitivas consideraban el alcohol un regalo de los dioses, lo que llevó a la creación de dioses como Dionisio. Otras religiones prohíben, desaconsejan o restringen el consumo de bebidas alcohólicas por diversos motivos. En algunas regiones con una religión dominante, la producción, venta y consumo de bebidas alcohólicas está prohibida a todo el mundo, independientemente de su religión.
Brindar es un método de honrar a una persona o desearle buena voluntad tomando una copa. Otra tradición es la de la copa amorosa, en las bodas u otras celebraciones, como las victorias deportivas, un grupo comparte una bebida en un recipiente grande, compartido por todos hasta que se vacía.
En África Oriental y Yemen, el café se utilizaba en ceremonias religiosas autóctonas. Como estas ceremonias entraban en conflicto con las creencias de la Iglesia cristiana, la Iglesia etíope prohibió el consumo secular de café hasta el reinado del emperador Menelik II. La bebida también se prohibió en la Turquía otomana durante el siglo XVII por motivos políticos y se asoció con actividades políticas rebeldes en Europa.

## Tipos de bebidas

### Agua
El agua es necesaria para la supervivencia de todos los organismos, incluidos los seres humanos. El cuerpo humano está compuesto de entre un 55% y un 78% de agua, dependiendo de sus medidas y complexión. Es un componente crucial en los procesos metabólicos del organismo, donde actúa como disolvente. Para evitar desórdenes, el cuerpo necesita alrededor de dos a tres litros diarios de agua; la cantidad exacta variará en función del nivel de actividad, la temperatura, la humedad y otros factores. La mayor parte de esta agua se absorbe con la comida o bebidas -no estrictamente agua-. No se ha determinado la cantidad exacta de agua que debe tomar un individuo sano, aunque una mayoría de expertos considera que unos 6-7 vasos de agua diarios (aproximadamente dos litros) es el mínimo necesario para mantener una adecuada hidratación. La literatura médica defiende un menor consumo, típicamente un litro de agua diario para un individuo varón adulto, excluyendo otros requerimientos posibles debidos a la pérdida de líquidos causada por altas temperaturas o ejercicio físico.

### Bebidas alcohólicas
Una bebida alcohólica es una bebida que contiene etanol (alcohol etílico).
Atendiendo a la elaboración se pueden distinguir entre bebidas producidas por fermentación alcohólica (vino, cerveza, hidromiel, sake) en las que el contenido en alcohol no supera los 18-20 grados, y las producidas por destilación, generalmente a partir de un producto de fermentación (licores, aguardientes, entre otros).

### Bebidas gaseosas
La locución «bebida gaseosa» se utiliza para referirse a aquellas bebidas hidrocarbonatadas y sin alcohol que suelen consumirse frías. Las bebidas más comunes son la gaseosa, la cola, la limonada, el té helado, el granizado y el ponche. Muchas bebidas con gas están disponibles en una versión sin azúcar.

### Bebidas calientes

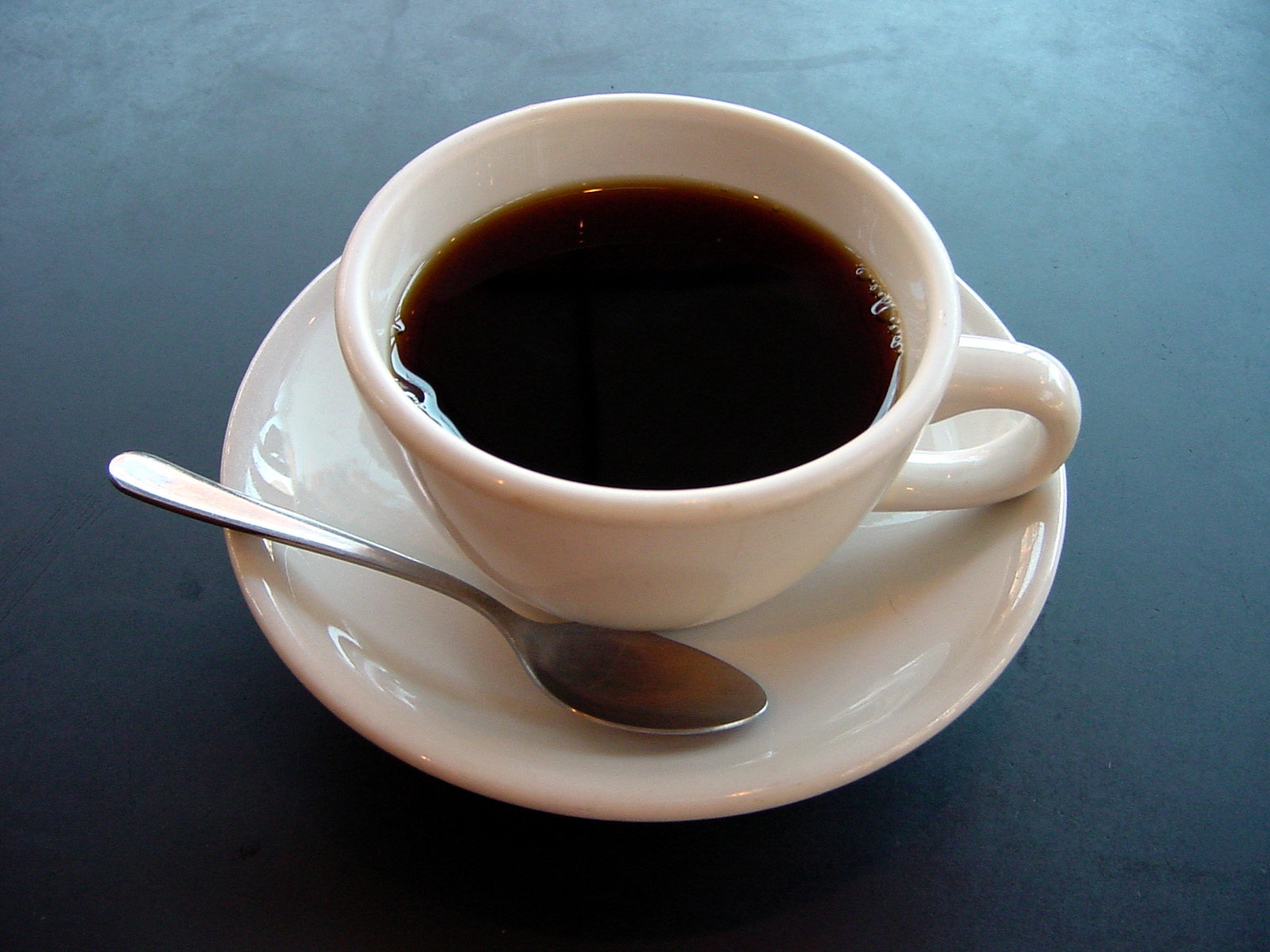
Una taza de café.

Aquí se incluyen en general muchas de las consideradas bebidas estimulantes, tales como los distintos tipos de café, té o mate, además de otro tipo de infusiones y bebidas como el chocolate caliente, que pueden incluir también leche caliente.

### Bebidas deportivas o isotónicas
Son bebidas que contienen hidratos de carbono para deportistas y que tienen gran capacidad de rehidratación.

### Bebidas energéticas o hipertónicas
Las bebidas energéticas son bebidas que contienen elementos como cafeína o taurina y que estimulan al sistema nervioso.

### Frutas exprimidas

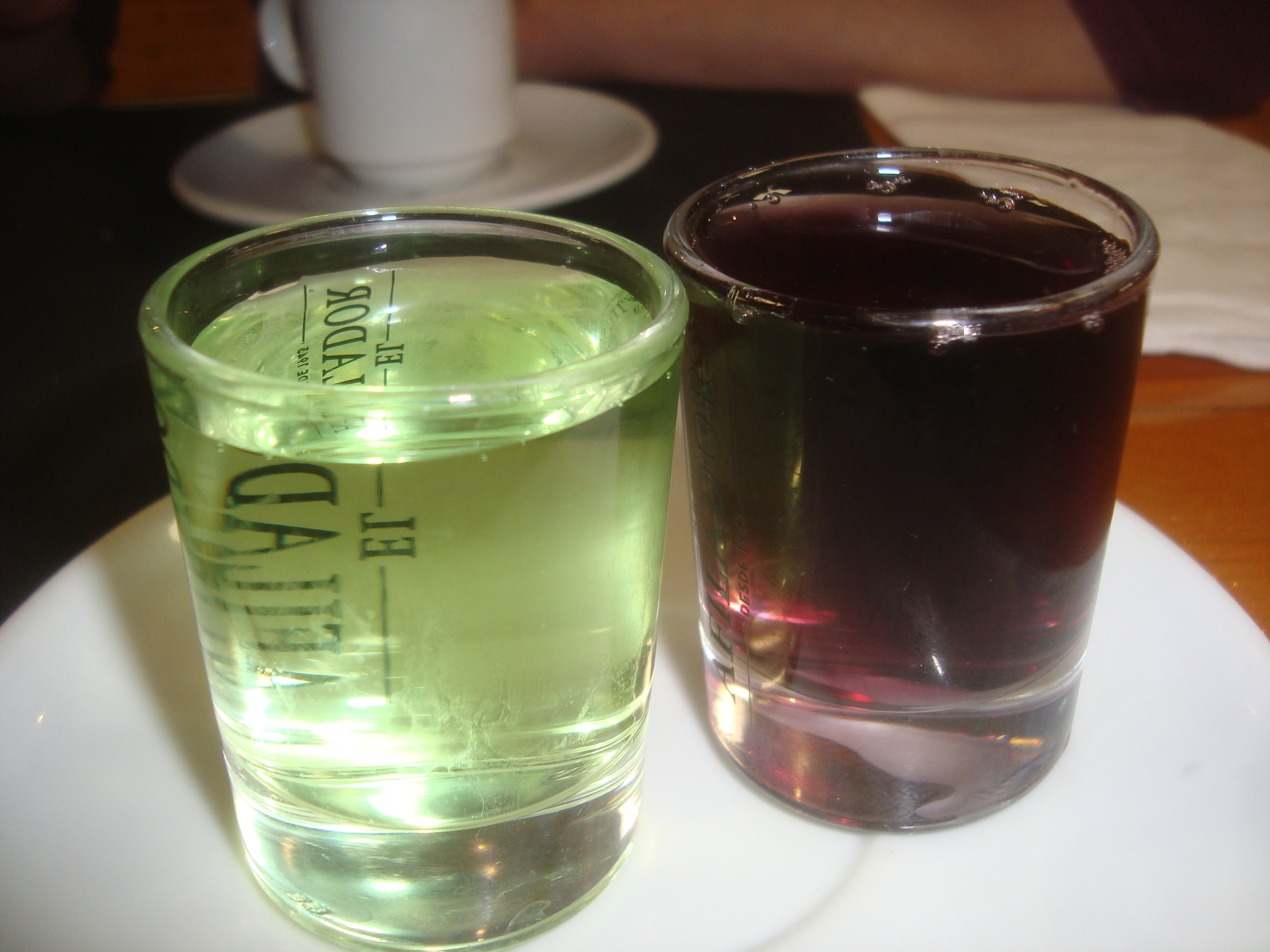
Chupitos de hierbas y frambuesa.

Las frutas exprimidas crean bebidas ricas en vitaminas y nutrientes.

## Producción
Una bebida es una forma de líquido que ha sido preparada para el consumo humano. La preparación puede incluir una serie de pasos diferentes, algunos antes del transporte, otros inmediatamente antes del consumo.

### Purificación del agua
El agua es el principal componente de todas las bebidas, y el ingrediente principal de la mayoría. El agua se purifica antes de su consumo. Los métodos de purificación incluyen la filtración y la adición de productos químicos, como la cloración. La Organización Mundial de la Salud destaca la importancia del agua purificada y señala que el 94% de las muertes por diarrea -la tercera causa de muerte infecciosa en todo el mundo, con 1,8 millones al año- podrían evitarse mejorando la calidad del entorno de las víctimas, en particular del agua potable

### Pasteurización
La pasteurización es el proceso de calentar un líquido durante un periodo de tiempo a una temperatura determinada y enfriarlo inmediatamente. El proceso reduce el crecimiento de microorganismos en el líquido, aumentando así el tiempo antes de que se estropee. Se utiliza principalmente con la leche, que antes de la pasteurización suele estar infectada con bacterias patógenas y, por tanto, es más probable que cause enfermedades que cualquier otro componente de la dieta común en el mundo desarrollado.

### Extracción de zumos
Desarrolladas por primera vez en la Edad Media, las prensas de cesta tienen una larga historia de uso en la elaboración de vinos.
El proceso de extracción de zumo de frutas y verduras puede adoptar diversas formas. La simple trituración de la mayoría de las frutas proporcionará una cantidad significativa de líquido, aunque se puede aplicar una presión más intensa para obtener la máxima cantidad de zumo de la fruta. Tanto la trituración como el prensado son procesos utilizados en la producción de vino.

### Infusión
La infusión es el proceso de extracción de sabores del material vegetal permitiendo que el material permanezca suspendido dentro del agua. Este proceso se utiliza en la producción de tés, infusiones y puede utilizarse para preparar café (cuando se utiliza una prensa de café).

### Percolación
El nombre deriva de la palabra «percolar», que significa hacer pasar (un disolvente) a través de una sustancia permeable, especialmente para extraer un constituyente soluble. En el caso de la elaboración del café, el disolvente es el agua, la sustancia permeable son los posos del café y los constituyentes solubles son los compuestos químicos que dan al café su color, sabor, aroma y propiedades estimulantes.

### Carbonatación
La carbonatación es el proceso de disolución del dióxido de carbono en un líquido, como el agua.

### Fermentación
La fermentación es un proceso metabólico que convierte el azúcar en etanol. La fermentación ha sido utilizada por el ser humano para la producción de bebidas desde el Neolítico. En la elaboración del vino, el zumo de uva se combina con la levadura en un entorno anaeróbico para permitir la fermentación. La cantidad de azúcar en el vino y el tiempo de fermentación determinan el nivel de alcohol y el dulzor del vino.
En la elaboración de la cerveza hay cuatro ingredientes principales: agua, grano, levadura y lúpulo. El grano se estimula para que germine remojándolo y secándolo al calor, proceso conocido como malteado. A continuación, se muele antes de volver a remojarlo para que se liberen los azúcares necesarios para la fermentación. Este proceso se conoce como maceración. Se añade lúpulo para aromatizar, y luego se añade la levadura a la mezcla (ahora llamada mosto) para iniciar el proceso de fermentación.

### Destilación

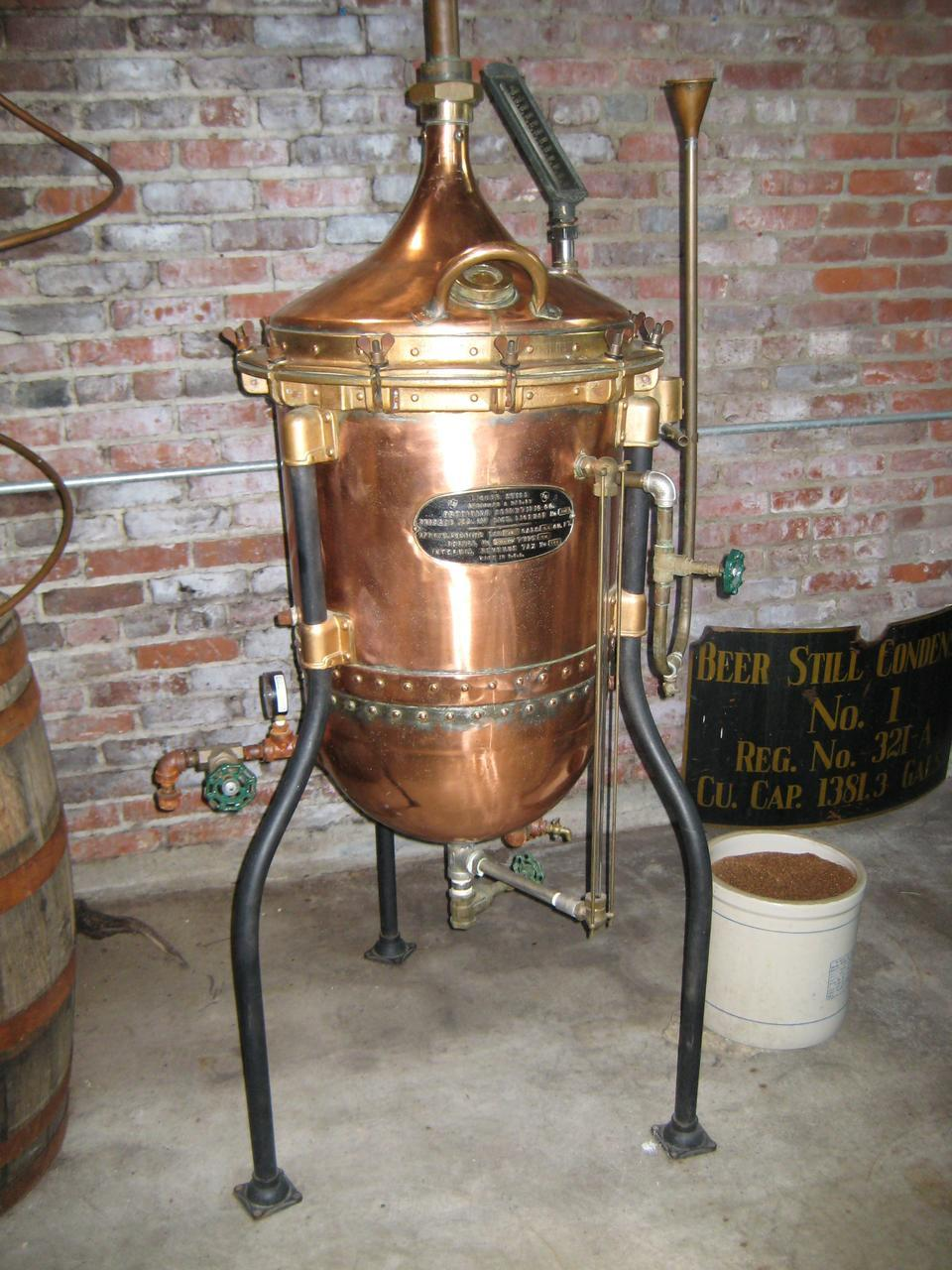
Un antiguo alambique de whisky.

La destilación es un método de separación de mezclas basado en las diferencias de volatilidad de los componentes de una mezcla líquida en ebullición. Es uno de los métodos utilizados en la purificación del agua. También es un método para producir licores a partir de bebidas alcohólicas más suaves.

### Mezcla
Una bebida alcohólica mezclada que contiene dos o más ingredientes se denomina cóctel. Originalmente, los cócteles eran una mezcla de bebidas espirituosas, azúcar, agua y  y tros ingredientes más o menos amargos. El término se utiliza ahora para casi cualquier bebida mezclada que contenga alcohol, incluyendo mezcladores, chupitos mixtos, etc. Un cóctel hoy en día suele contener uno o más tipos de bebidas espirituosas y uno o más ingredientes, como soda o zumo de frutas. Los ingredientes adicionales pueden ser azúcar, miel, leche, crema y varias hierbas.